# Microrregión de Catu
La microrregión de Catu es una de las  microrregiones del estado brasileño de Bahia perteneciente a la mesorregión  Metropolitana de Salvador. Su población fue estimada en 2005 por el IBGE en 198.210 habitantes y está dividida en siete municipios. Posee un área total de 2.752,659 km².

## Municipios
- Amélia Rodrigues
- Catu
- Itanagra
- Mata de São João
- Pojuca
- São Sebastião do Passé
- Terra Nova

- Datos: Q2145980